# Mauna acuminata
Mauna acuminata är en fjärilsart som beskrevs av Walker 1865. Mauna acuminata ingår i släktet Mauna och familjen mätare. Inga underarter finns listade i Catalogue of Life.